# کارمن تایسون-توماس
کارمن تایسون-توماس (انگلیسی: Carmen Tyson-Thomas؛ زادهٔ ۱۰ ژانویهٔ ۱۹۹۱) بازیکن بسکتبال اهل ایسلند است.